# Hostal del Boix
L'Hostal del Boix és una masia situada al municipi de Llobera, a la comarca catalana del Solsonès.
Era un antic hostal, original del segle xvi, al costat del camí ral de Solsona a Cervera.
Edificació principal de pedra, amb brancals i llindes de pedra i coberta a dues aigües, de teula àrab, situada en un entorn de camps de conreu, sense masses forestals pròximes.